# Bai Malasi
Bai Malasi (Bay Malasi) é uma cidade do Afeganistão, localizada na província de Badaquexão.